# Великий Гук
Вели́кий Гук — водоспад на річці Пістинька, у межах села Шешори (Косівський район, Івано-Франківська область), біля його центральної частини. 
Висота падіння води становить близько 4—5 метрів. Разом зі своїм «братом» Малим Гуком та іншими водоспадами в межах Шешор він утворює низку водоспадів, яких ще називають Шешорськими (інша назва — Сріблясті водоспади). Великий і Малий Гуки часто називають однією назвою «Гук».

## Походження назви
Великий Гук є одним з найбільших водоспадів на шешорській ділянці Пістиньки і, поза сумнівом — найгучніший. До плескоту води тут додається гудіння, що виникає через близькість крутих берегів. Певно саме через велику гучність падіння води Великий Гук одержав свою назву (від дієслова «гукати»). Навесні (коли сходить сніг) та після рясних дощів повноводність Пістиньки збільшується і Великий Гук гукає ще гучніше до людей і до інших водоспадів. 

## Сучасне використання водоспаду
На поклик Великого Гуку відгукується чимало українських і закордонних туристів.
Водоспад є об'єктом рекреаційної і туристичної діяльності. Неподалік розташовані туристична база й приватні готелі. Учасники фестивалю етнічної музики та ленд-арту іноді використовують береги Пістиньки в районі Великого й Малого Гуків для створення художніх композицій. 

## Екстремальність об'єкта й безпека
Чимало сміливців, що хотіли побавитися з водоспадом, постраждали через свою необачність і легковажність. Великий Гук має велику потужність і потребує обережного поводження людини у воді.